# Theta Ceti
Theta Ceti (Thanih al Naamat, Secunda Struthionum, 45 Ceti) é uma estrela binária na direção da constelação de Cetus. Possui uma ascensão reta de 01h 24m 01.45s e uma declinação de −08° 10′ 57.9″. Sua magnitude aparente é igual a 3.60. Considerando sua distância de 114 anos-luz em relação à Terra, sua magnitude absoluta é igual a 0.87. Pertence à classe espectral K0III. É um sistema binário espetroscópico.